# Cornelius Johannes Barchman Wuytiers
Cornelius Johannes Barchman Wuytiers (Utrecht, 1692 – 13 mai 1733) était un Néerlandais, archevêque vieux-catholique d'Utrecht.

## Biographie
Il fut élu le 15 mai 1725 archevêque d'Utrecht, en dépit de vives protestations du pape Benoît XIII et, comme son prédécesseur, il fut consacré par Dominique Marie Varlet. On a loué ses connaissances en théologie et son zèle religieux. Il aurait opéré quelques miracles à Amsterdam.
Il était l'ami du curé janséniste d'Asnières, Jacques Jubé, qu'il avait connu au séminaire Saint-Magloire de Paris. Ensemble ils convertirent au catholicisme la princesse russe orthodoxe Irina Dolgorouki, épouse de l'ambassadeur de Russie auprès des Provinces-Unies et ses enfants.

## Sources
- (nl) Cet article est partiellement ou en totalité issu de l’article de Wikipédia en néerlandais intitulé « Cornelius Johannes Barchman Wuytiers » (voir la liste des auteurs).
- (nl) Van der Aa, Biographisch Woordenboek der Nederlanden (1852)